# Portillo (Spanje)
Portillo is een gemeente in de Spaanse provincie Valladolid in de regio Castilië en León met een oppervlakte van 64,42 km². Portillo telt 2.455 inwoners (1 januari 2016).